# Řetízková vazba pletenin
Řetízek je základní vazba osnovních pletenin.  
Vazba vzniká tak, že se každá nit ve všech řádcích klade na jednu stejnou jehlu. Kladení může být otevřené nebo uzavřené (jak ukazují připojené nákresy) v jednolícní nebo oboulícní vazbě. Jednotlivé sloupky, které se tímto způsobem vytvoří, nejsou vzájemně spojeny, řetízek se proto dá uplatnit jen:
- Při zhotovení pleteniny spojením sloupků za pomoci jiných vazebních prvků.

Tímto způsobem vzniká například vazba dvoujehlový řetízek (nákres dole)
nebo řetízek s vloženým útkem
- Kombinací řetízku s jinými vazbami, např. se sametovou vazbou (pleteniny pod označením Nyltest v Německu často používané v 70. letech 20. století zejména na košile)[1]
- K proplétání vlákenného rouna při výrobě netkaných textilií. [3] [4]

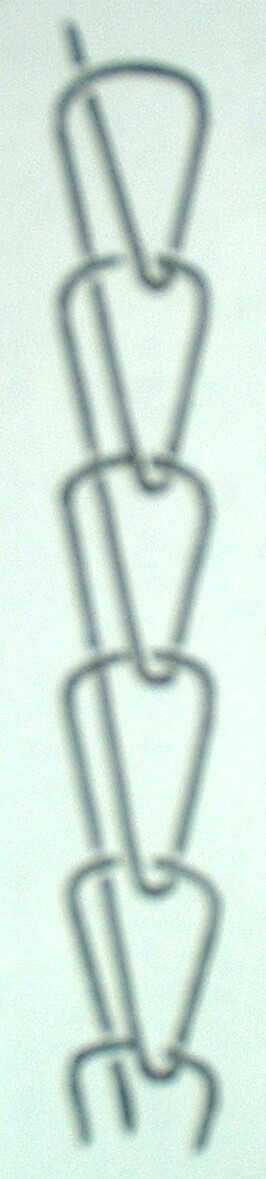
Schéma vazby uzavřeného řetízku
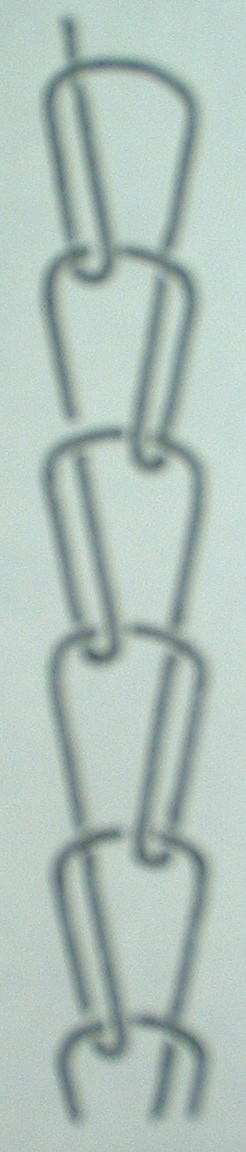
Schéma vazby otevřeného řetízku
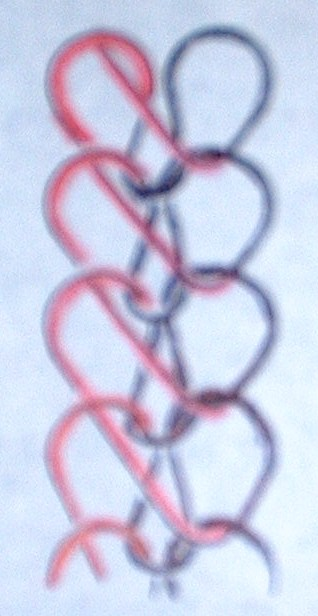
Uzavřený dvoujehlový řetízek
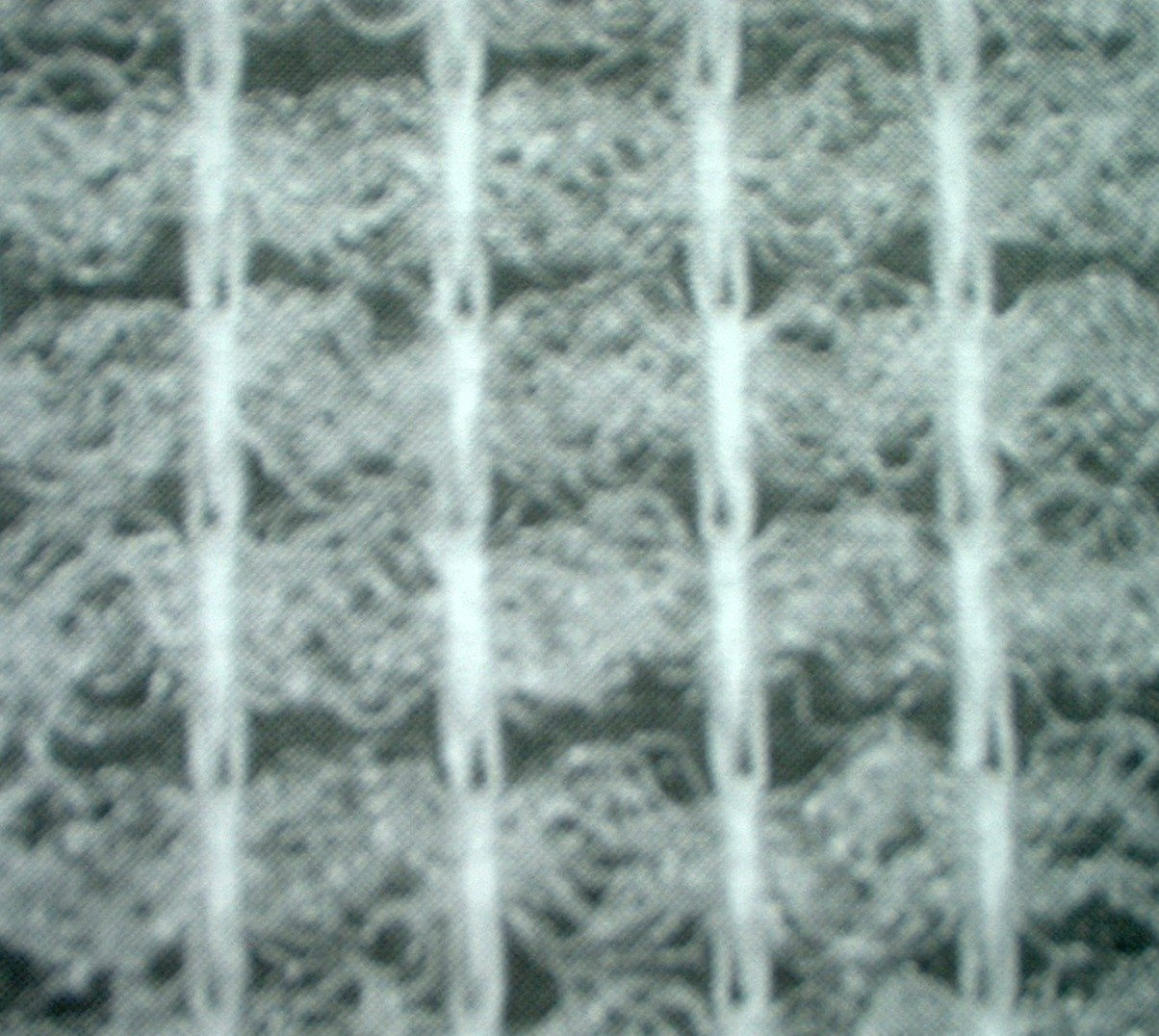
Řetízek (kolmo) s (vodorovně) vloženým útkem